# أثر فيروس نقص المناعة البشرية والإيدز على الاقتصاد

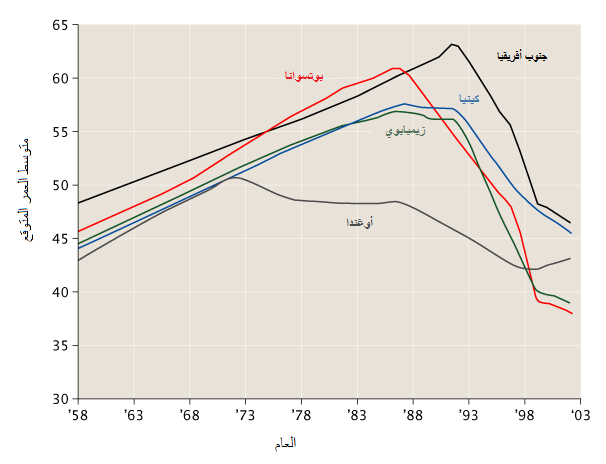
معدلات تراجع متوسط العمر المتوقَع في بعض الدول الإفريقية شديدة التأثر بالمرض.
بوتسوانا
زيمبابوي
كينيا
جنوب أفريقيا
أوغاندا

يؤثر فيروس نقص المناعة البشرية (HIV) والإيدز (AIDS) على النمو الاقتصادي نظرًا لتأثيره سلبًا على توفر رأس المال البشري. وفي ظل غياب الأدوية والرعاية الصحية والتغذية السليمة، كما هو الحال في الدول النامية، تقع أعداد كبيرة من الناس ضحية مرض الإيدز.
ولن يقتصر الأمر على عجز المصابين بهذا المرض عن العمل، لكنهم سيتطلبون قدرًا كبيرًا من الرعاية الصحية. ومن المتوقع احتمال تسبب ذلك في انهيار النظم الاقتصادية والمجتمعات في الدول التي تضم أعدادًا كبيرة من المصابين بمرض الإيدز. وفي بعض المناطق شديدة التأثر، خلَّف هذا الوباء وراءه الكثير من الأيتام الذين يرعاهم أجدادهم.
سيسفر كذلك تزايد أعداد الوفيات في هذه المناطق عن تناقص أعداد السكان ذوي المهارات والقوى العاملة. وتكون غالبية القوى العاملة الباقية من الشباب ذوي المستوى المنخفض من المعرفة والخبرة العملية، الأمر الذي يؤدي إلى نقص الإنتاجية. هذا فضلاً عن أن ارتفاع معدل الإجازات التي يأخذها العاملون لرعاية أفراد أسرهم من المرضى أو التي يأخذونها كإجازات مرضية يخفض بدوره من الإنتاجية. يؤدي أيضًا تزايد أعداد الوفيات إلى إضعاف الآليات المنتجة لرأس المال البشري والاستثمار في البشر، وذلك بسبب نقص الدخل ووفاة الوالدين.

## التأثير على السكان الخاضعين للضرائب
نظرًا لتسبب الإيدز في وفاة الشباب غالبًا، يؤدي هذا المرض إلى تراجع حاد في أعداد السكان الخاضعين للضرائب، ما يؤدي إلى انخفاض الموارد المتاحة للنفقات العامة، مثل التعليم والخدمات الصحية غير المرتبطة بالإيدز. ويسفر ذلك عن زيادة الضغط على موارد الدولة المالية وبطء النمو الاقتصادي. وينتج عن ذلك بطء في نمو الوعاء الضريبي، الأثر الذي من شأنه التزايد في حال تزايد النفقات الموجهة لعلاج المرضى، والتدريب (لاستبدال العاملين المرضى)، والتعويضات عن فترات المرض، ورعاية الأيتام الذين توفي آباؤهم بمرض الإيدز. وينطبق ذلك بوجه خاص إذا أدى التزايد الحاد في أعداد المتوفين من البالغين إلى تحويل المسؤولية واللوم من الأسرة إلى الحكومة في رعاية مثل هؤلاء الأيتام.
وعلى مستوى الأسرة، يؤدي الإيدز إلى نقص الدخل وزيادة النفقات على الرعاية الصحية. تؤدي هذه الآثار على الدخل إلى تراجع الإنفاق على التعليم، أو استبداله، وتوجيهه بدلاً من ذلك إلى الإنفاق على الرعاية الصحية والجنائز. وقد أوضحت إحدى الدراسات التي أُجريت في كوت ديفوار أن الأسر التي تضم بين أفرادها مريضًا بنقص المناعة البشرية/الإيدز تبلغ نفقاتها الطبية ضعف ما تنفقه الأسر الأخرى.
لكن مع التحفيز الاقتصادي من الحكومة، يمكن محاربة فيروس نقص المناعة البشرية/الإيدز من خلال الاقتصاد. فبعض الأموال يمكن أن تقلل من قلق المصابين بهذا المرض بشأن الطعام والمأوى، ليهتموا أكثر بصراعهم مع المرض. لكن في ظل الظروف الاقتصادية السيئة، يمكن لهؤلاء المرضى أن يقرروا امتهان البغاء لجني المزيد من المال. ومن ثم، يتزايد عدد المصابين بفيروس نقص المناعة البشرية/الإيدز.

## علاقة المرض بإجمالي الناتج المحلي
سجَّلت وثائق كلٍ من برنامج الأمم المتحدة المشترك المعني بالإيدز (UNAIDS)، ومنظمة الصحة العالمية (WHO)، وبرنامج الأمم المتحدة الإنمائي وجود علاقة بين تناقص متوسط الحياة المتوقَع وانخفاض إجمالي الناتج المحلي في العديد من الدول الإفريقية مع معدلات انتشار تبلغ 10% أو أكثر. ونُشِرت، بالطبع، التوقعات بأن الإيدز سيتسبب في بطء النمو الاقتصادي في هذه الدول منذ عام 1992. وقد اعتمدت درجة التأثير على الافتراضات بشأن إلى أي مدى سيتم تمويل المرض باستخدام المدخرات، ومَن سيتأثر بها.
وقد أشارت النتائج المستمدة من مسارات النمو الخاصة بثلاثين نظامًا اقتصاديًا بدول جنوب الصحراء الكبرى للفترة ما بين عامي 1990 و2025 إلى أن معدلات النمو الاقتصادي لهذه الدول ستقل بنسبة تتراوح ما بين 0.56 و1.47%. أما التأثير على إجمالي الناتج المحلي (GDP) لكل فرد، فلم تكن النتائج حاسمة بشأنه. لكن، في عام 2000، انخفض معدل نمو الناتج المحلي لكل فرد في إفريقيا بنسبة 0.7% سنويًا من عام 1990 إلى عام 1997، مع زيادة في نسبة الانخفاض بمقدار 3% سنويًا في الدول المتأثرة أيضًا بمرض الملاريا. أما التنبؤات الحالية، فتشير إلى أن نمو الناتج المحلي الإجمالي لهذه الدول سيتعرض لمزيد من الانخفاض يتراوح ما بين 0.5 و2.6% سنويًا. بيد أن هذه التقديرات قد تكون أقل من القيم الفعلية؛ إذ إنها لا تضع في الاعتبار الآثار التي تعود على الناتج لكل فرد.

## رد الفعل في الدول الإفريقية جنوب الصحراء الكبرى
أنكرت العديد من حكومات الدول الإفريقية جنوب الصحراء الكبرى وجود مشكلة على مدار أعوام، ولم تبدأ سوى الآن فقط في البحث عن حلول. ويمثل نقص التمويل مشكلة في جميع مناطق الوقاية من فيروس نقص المناعة البشرية، وذلك عند مقارنته بالتقديرات الحذرة للمشكلة.
وقد أوضح بحث أجراه مؤخرًا معهد التنمية الخارجية (ODI) أن القطاع الخاص قد بدأ في الاعتراف بتأثير فيروس نقص المناعة البشرية/الإيدز على الخط الاحتياطي، سواء بشكل مباشر أو غير مباشر. فمن المُقدَر أن تتمكن أية شركة من تحقيق متوسط عائد يبلغ 3 دولارات أمريكية لكل دولار أمريكي يُستثمَر في صحة الموظفين بسبب تراجع الغياب، وتحسن الإنتاجية، وتناقص معدلات ترك العمل.
ثمة آثار مهمة أيضًا وغير مباشرة على سلسلة الإمداد. لذا، اشتركت العديد من الشركات متعددة الجنسيات في مبادرات لمناهضة فيروس نقص المناعة البشرية/الإيدز، والتي انقسمت إلى ثلاثة أنواع رئيسية: شراكات قائمة على المجتمع، ودعم سلاسل الإمداد، والمبادرات القائمة على القطاع.
جاء طرح مجموعة أدوات فيروس نقص المناعة البشرية/الإيدز في زيمبابوي في 3 أكتوبر من عام 2006 نتيجةً للعمل التعاوني بين كلٍ من الاتحاد الدولي لجمعيات الصليب الأحمر والهلال الأحمر، ومنظمة الصحة العالمية ودائرة نشر المعلومات حول فيروس نقص المناعة البشرية/الإيدز في جنوب أفريقيا. تهدف هذه المجموعة لمؤازرة المرضى المصابين بفيروس نقص المناعة البشرية/الإيدز، بالإضافة إلى اختصاصيي التمريض، باستخدام أقل دعم خارجي ممكن. وقد خضعت المجموعة - المكونة من ثماني وحدات تركز على الحقائق الأساسية المتعلقة بفيروس نقص المناعة البشرية والإيدز - للاختبار مسبقًا في زيمبابوي في مارس عام 2006 لتحديد مدى ملاءمتها. وتطرح، على سبيل المثال لا الحصر، إرشادات مصنَّفة حول الاستشارات، والمعلومات، والإدارة السريرية لمرضى الإيدز على مستوى المجتمع.

## توافق آراء كوبنهاغن
توافق آراء كوبنهاغن هو مشروع يهدف لوضع أولويات لتحقيق الرفاهية العالمية باستخدام منهجيات قائمة على نظرية اقتصاديات الرفاهية. وجميع المشاركين في المشروع من الاقتصاديين، وهو يهدف إلى تحديد منطقي للأولويات بناءً على التحليل الاقتصادي. يستند المشروع إلى الافتراض القائل بأنه بالرغم من مليارات الدولارات التي تنفقها هيئة الأمم المتحدة، وحكومات الدول الغنية، والمؤسسات، والمشروعات الخيرية، والمنظمات غير الحكومية، على التحديات العالمية، فمقدار الأموال التي تُنفَق على مشكلات، مثل سوء التغذية وتغير المناخ، لا تفي بالكثير من الأهداف المراد تحقيقها عالميًا. وقد وضع المشروع على قمة الأولويات تنفيذ إجراءات جديدة للحيلولة دون انتشار فيروس نقص المناعة البشرية والإيدز. وقدّر الاقتصاديون أن استثمار 27 مليار دولار يمكن أن يحول دون وقوع حوالي 30 مليون حالة إصابة جديدة بحلول عام 2010.

## وصلات خارجية
- An early report of the consequences of AIDS
- The impact of AIDS in the United States (نسق المستندات المنقولة)